# Susanne Hartwig
Susanne Hartwig (* 1969) ist eine deutsche Wissenschaftlerin und Professorin. Seit 2006 hat sie den Lehrstuhl für Romanische Literaturen und Kulturen an der Universität Passau inne.

## Leben
Susanne Hartwig studierte von 1988 bis 1995 Lehramt mit den Fächern Französisch, Latein und Italienisch an der Westfälischen Wilhelms-Universität Münster. Im Anschluss promovierte sie von 1995 bis 1998, gefördert durch ein Stipendium der Studienstiftung des deutschen Volkes. Von 1997 bis 2000 arbeitete sie als wissenschaftliche Mitarbeiterin am Romanischen Seminar der Westfälischen Wilhelms-Universität Münster. Susanne Hartwig habilitierte 2004 in Romanischer Philologie unter dem Titel Chaos und System. Interferenzen als Zugang zum spanischen Gegenwartstheater. Von 2004 bis 2006 war sie als Vertretungsprofessorin an der Universität Erfurt und der Universität Potsdam tätig, bevor sie 2006 den Lehrstuhl für Romanische Literaturen und Kulturen an der Universität Passau übernahm. 
Von 2011 bis 2015 war Susanne Hartwig stellvertretende Vorsitzende des Deutschen Hispanistenverbandes, seit 2015 engagiert sie sich als Bibliotheksbeauftragte für den Verein.

## Schriften (Auswahl)
- Einführung in die Literatur- und Kulturwissenschaft Lateinamerikas. Metzler, Stuttgart/Weimar 2018, ISBN 978-3-476-05547-7.
- Chaos und System. Studien zum spanischen Gegenwartstheater. Vervuert, Frankfurt a. M.; Iberoamericana, Madrid 2005, ISBN 978-3-865-27237-9.
- Diversidad cultural - ficcional - ¿moral? Vervuert, Frankfurt a. M.; Iberoamericana, Madrid 2018, ISBN 978-3-96456-659-1.
- Behinderung. Kulturwissenschaftliches Handbuch, Metzler, Berlin, ISBN 978-3-476-05737-2 (Sammelband, Herausgeberin).